# جدجد شجري هنري
جدجد شجري هنري (الاسم العلمي: Oecanthus henryi) هو نوع من الحشرات يتبع جنس الجدجد الشجري من فصيلة الجداجد الحقيقية.